# Nu Centauri
Ne doit pas être confondu avec v Centauri (= HD 125288).
Désignations
Nu Centauri (ν Cen / ν Centauri) est une étoile binaire de troisième magnitude de la constellation du Centaure. D'après la mesure de sa parallaxe annuelle par le satellite Hipparcos, elle est à environ ∼ 437 a.l. (∼ 134 pc) de la Terre.
ν Centauri est une binaire spectroscopique à raies simples avec une période orbitale de 2,62 jours. Sa composante visible est une sous-géante bleue-blanche de type spectral B2IV. Elle est classée comme une variable ellipsoïdale et comme une variable de type Beta Cephei et sa luminosité varie entre les magnitudes +3,38 et +3,41 sur une période de 2,62 jours.
Le système est membre du groupe Haut-Centaure Loup de l'association Scorpion-Centaure, qui est l'association d'étoiles massives de types O et B la plus proche du Système solaire.